# Reino de Saguenay
El nombre de Reino de Saguenay (en francés: Royaume du Saguenay) tiene su origen en una leyenda algonquina, de acuerdo a los registros recabados durante la colonización francesa en los siglos XVI y XVII. Según los algonquinos, era un reino al norte, con hombres rubios y ricos, que poseían oro y pieles, en un lugar que llamaban Saguenay. Si bien en Francia en los 1530, Donnacona también contó historias sobre él, alegando que tenía grandes minas de plata y oro. Exploradores franceses en Canadá buscaron en vano este reino. Hoy en día, se considera a menudo como totalmente mítico, un malentendido, o un intento de los algonquinos de confundir o engañar a los franceses. Sin embargo, es muy probable que la leyenda se refiera al asentamiento vikingo en Vinland.

## Nombre
La actual región de Saguenay, incluida la ciudad de Saguenay (Chicoutimi-Jonquière), está sobre ambas orillas del río Saguenay en Quebec. Es parte de la región administrativa Saguenay-Lac-Saint-Jean. Hoy en día, el Saguenay-Lac-Saint-Jean es referido metafóricamente como el Reino de Saguenay (Royaume du Saguenay), por ejemplo en la comercialización turística.